# Le Dernier Juif de Vinnytsia

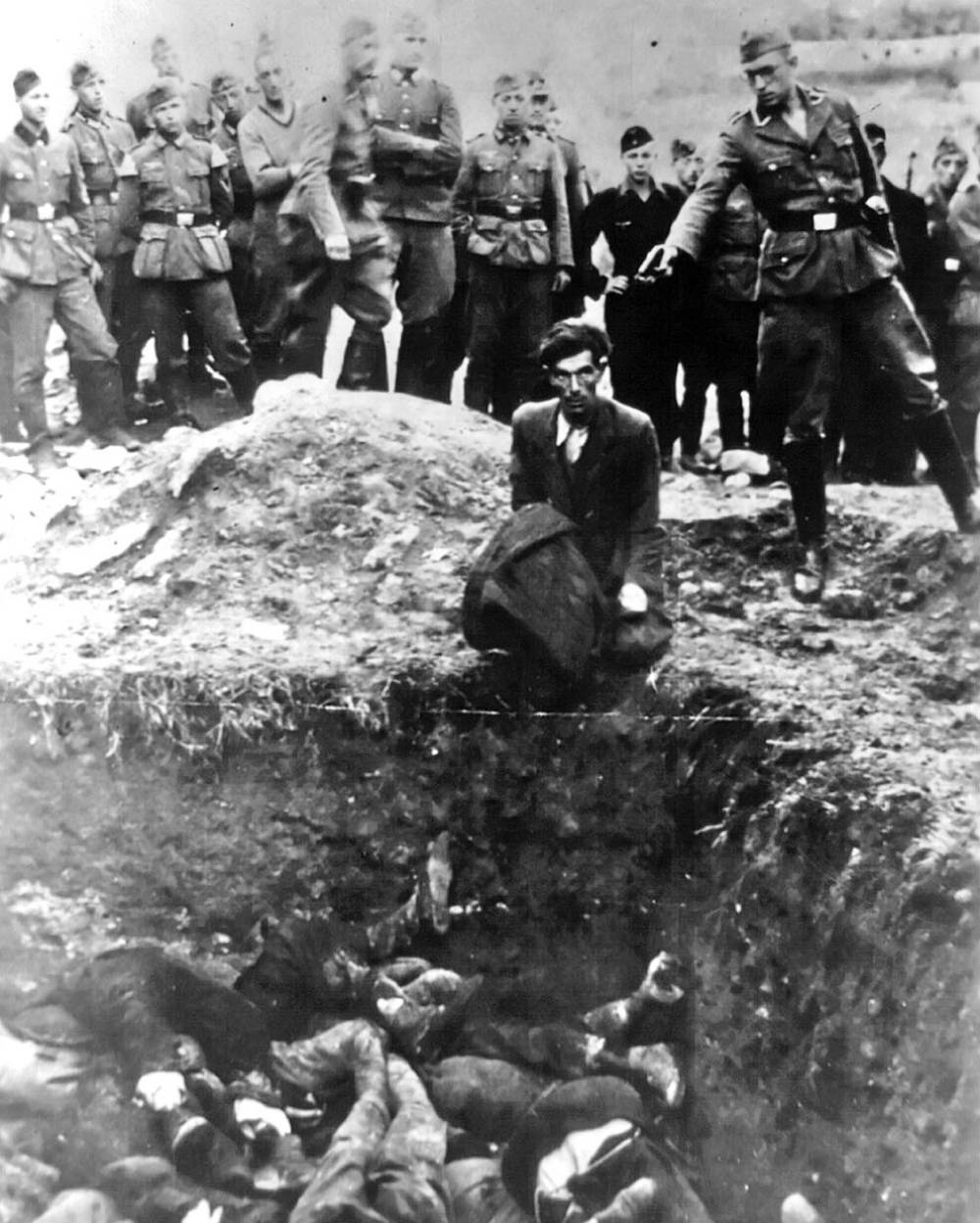
Le dernier juif de Vinnystsia

Le Dernier Juif de Vinnytsia est une photographie emblématique de l'exécution imminente d'un homme juif à proximité de la ville ukrainienne de Vinnytsia, lors d'un massacre perpétré par les SS nazis et des miliciens ukrainiens.
Le nom de la photo, Le Dernier Juif de Vinnytsia, vient d'une inscription manuelle au revers de la photographie.

## Contexte
Pendant l'opération Barbarossa, invasion de l'URSS par l'Allemagne nazie, des escadrons de la mort SS (Einsatzgruppen) sont envoyés par Heydrich aux côtés de la Wehrmacht afin de liquider « les Juifs en place dans l'État et le Parti » dans les territoires nouvellement conquis. Souvent, des milices locales leur apportent une assistance. C'est la période de la Shoah par balles, prélude à la « Solution finale à la question juive » et aux camps d'extermination. 

## Précisions
Le bourreau est un membre de l'Einsatzgruppe D. La photo est prise au troisième et dernier massacre de Vinnytsia en 1942, lors duquel la milice ukrainienne participe dans une plus grande mesure que l'Einsatzgruppe. Elle est souvent datée de l'année 1941, année au cours de laquelle les deux massacres précédents plus importants ont lieu, les 16 et 22 septembre 1941. Contrairement à ce que suggère l'inscription, tous les Juifs de Vinnytsia ne sont pas morts dans ces massacres et quelques-uns ont survécu en rejoignant les partisans ou en se cachant.
La photographie a été trouvée dans un album photo appartenant à un soldat allemand.
En janvier 2024, le journal allemand Die Welt publie une version non coupée de la photographie découverte par l'historien Jürgen Matthäus, qui en conclut qu'elle a été prise le 28 juillet 1941 dans la citadelle de Berdytchiv. La photographie était en effet légendée : « Fin juillet 1941. Exécution de Juifs par les SS dans la citadelle de Berdytchiv ».